# 대한민국 기획재정부
기획재정부(企劃財政部)는 중장기 국가발전전략수립, 경제·재정정책의 수립·총괄·조정, 예산·기금의 편성·집행·성과관리, 화폐·외환·국고·정부회계·내국세제·관세·국제금융, 공공기관 관리, 경제협력·국유재산·민간투자 및 국가채무에 관한 사무를 관장하는 대한민국의 중앙행정기관이다. 장관은 부총리급 국무위원으로, 차관은 정무직공무원으로 보한다.

## 소관 사무
- 중장기 국가발전전략수립
- 경제·재정정책의 수립·총괄·조정
- 예산·기금의 편성·집행·성과관리에 관한 사무
- 화폐·외환·국고·정부회계·내국세제·관세·국제금융에 관한 사무
- 공공기관 관리에 관한 사무
- 경제협력·국유재산·민간투자에 관한 사무
- 국가채무에 관한 사무

## 역사
1948년 미군청 재무부로 권한을 이양받아 정부 수립과 함께 재무부가 발족했다. 당시의 재무부는 정부의 회계·출납과 국채·조세·화폐·금융·전매에 관한 사무를 담당하고 있었다. 또한 국무회의에 제출하는 재정·경제·금융·산업·자재와 물가에 관한 종합적 계획의 수립과 예산편성에 관한 사무를 담당케 하고자 별도로 총리 소속으로 기획처를 두었다. 1955년에는 사무를 조정하여 예산에 관한 사무를 재무부로 이관하고 기획처는 전후 경제부흥을 담당하는 부흥부로 재편되었다. 이때 전매에 관한 사무를 전담하는 전매청이 재무부로부터 분리되었다. 한편, 경제부흥에 관한 사무는 1961년 경제기획원으로 이관되었으며 그 후에도 경제사회발전을 위한 장단기 정책의 수립(재정경제원), 경제정책의 수립(기획재정부) 등으로 변하면서 기재부의 소관 사항으로 남았다.
1961년 7월 5.16 군사 정변으로 집권한 박정희정부의 주도로 경제기획원이 설립되었다. 송요찬 내각수반은 경제정책을 수립하여 집행을 감독하고 경제부처를 종합·조정하는 기관이 없었는데 이를 극복하기 위해"경제의 종합적인 기획과 이의 합리적인 집행조정 및 그 성과를 평가처리하기 위한 상설기구"를 설치한다고 발표했다. 또한 이를 통해 "경제성장이 실질적으로 성장발전되기를 기대한다"고 말했다. 경제기획원은 재무부 예산국과 내무부 통계국의 업무를 이관받았으며 건설부를 폐지하여 하부조직을 일부 흡수하고 산하에 국토건설청과 중앙경제위원회를 두었다. 이를 통해 정부 주도의 효율적인 개발행정을 추진하고자 했다.
경제기획원은 국민경제의 종합적 개발계획의 수립과 발전에 관한 사무를 포함하여 경제정책을 총괄하는 막강한 부처로 자리잡게 되었다. 또한 경제기획원장관이 부총리를 겸직하면서 그 권한이 보다 막강해지게 되었다.
1981년에는 기존의 경제개발계획에서 경제사회발전으로 사무의 범위가 확대되었으며 물가안정과 공정거래 관리도 관할하게 되었다. 또한 기획조정실로부터 내각 각 부처의 기획조정 및 심사분석에 관한 업무를 이관받았다. 다만 대외경제협력에 관한 기능은 재무부로 이관되었다. 공정거래위원회 1990년 주요공정거래업무 이관되었으며, 김영삼 정부가 출범한 뒤인 1994년에는 경제기획원과 재무부를 재정경제원으로 통합하였다. 이는 재정정책과 예산기능의 연계성을 강화하기 위한 것이었지만 예산·세제·금융 등의 경제정책을 한 손에 주무르는 거대 부처의 탄생이라는 우려와 외환·금융 분야에서 마찰을 빚어온 두 부처가 한솥밥을 먹으면서 화학적 결합을 어떻게 이룰지에 대한 관심이 집중되었다. 홍재형 경제기획원 장관은 "그 동안 분산돼있던 재정·금융·외환 등의 정책수단을 한울타리에 묶음으로써 정책을 효과적으로 수립하고 일관성을 유지할 수 있을 것으로 기대된다"고 말했다. 하지만 경제기획원과 재무부 간의 상호 견제 기능이 없어지게 되었고 금융정책도 견제를 받지 못하게 되었다.
1994년의 정부조직 개편에서 가장 쟁점이 된 부분은 예산실 소관 문제였다. 야당이었던 민주당은 기존의 내무부·안기부 축소 등의 개편 요구를 철회하면서 "예산실의 총리실 이관과 한은 독립은 최소한의 요구"라며 예산실 문제에 집중했다. 부처 예산을 총괄하는 예산실이 특정 부처에 치우치지 않도록 하기 위한 조치였는데 이에 대해 민주자유당은 '예산 편성과 경제정책 수립 및 집행부서가 한 곳에 집결해야 정책의 일관성을 기할 수 있다'며 민주당의 안을 받아들이지 않았다. 그 외에 규제조직을 감축하기 위해 재무부 정책조정국을 폐지하고 금융 관련 업무를 보던 재무정책국·금융국·증권보험국도 금융정책국으로 통합하면서 한국은행의 영향력이 커지게 될 것으로 예상되었다.
1998년 출범한 김대중 정부는 재정경제원을 재정경제부로 개편했다. 예산편성의 효율성을 제고하기 위해 대통령 소속으로 기획예산위원회를 신설하고, 재정경제부 소속으로는 예산청을 두도록 했다. 하지만 장관급 기획예산위원회와 차관급 예산청을 두면서 예산 조직이 비대화되고 예산기획과 집행이 분리되면서 일관적인 예산정책을 기대하기 어려워졌다는 비판도 받았다. 이는 결국 여야 간의 정치적 줄다리기가 초래한 기형적인 조직개편이라는 것이었다.
예산실을 제외하고는 거의 바뀌지 않았단 점도 비판을 받았다. 관치금융 근절과 외환위기 문책 차원에서 금융 조직을 축소하려던 계획은 취소되었으며 나머지 기구도 큰 변동은 없었다. 예산실 역시 기존의 4심의관 14과에서 5국 16과(예산청)으로 오히려 확대되는 모습을 보였다.
하지만 예산기능이 기획예산위원회와 예산청으로 나누어지고 사무 구분도 불명확하여 여러 혼선이 발생하자 두 기구를 합치는 논의가 곧이어 시작됐고 1999년 3월에는 기획예산처로 통합할 것이 결정되었다. 재정경제부는 예산기능의 뒷받침 없는 정책조정기능은 실효성이 없다는 논리로 재경부 외청으로의 잔류를 주장했지만 예산기능의 수직계열화를 주장한 기획예산위의 논리에 따라 총리 직속 기구가 되었다. 신설된 기획예산처는 예산과 연계해 공공부문 개혁을 추진하고 예산·재정운영 및 재정기획·조정 기능을 담당하는 역할이 주어졌다.
2008년 이명박 정부가 출범하면서 재정경제부와 기획예산처가 다시 통합되었다. 이는 정책기획과 조정 역량을 강화하고 재정 기능을 일원화하기 위한 것으로 국무조정실의 경제정책조정 기능까지 모두 하나의 부처에 두는 셈이 된다. 이러한 통합은 재경부 장관이 경제부총리를 겸직하면서도 예산 기능이 없다보니 부처 간 업무 조정이나 경제정책·기획 등에서 한계를 보였기 때문이었다. 다만 이번의 통합이 과거 설립된 재정경제원처럼 막강한 권력을 휘두르며 힘의 쏠림 현상이 다시 일어날 수 있다는 우려도 나왔다.
2023년 3월 정부세종청사 중앙동으로 이전했다.

## 연혁
- 1948년 7월 17일: 재무부를 설치.[15]
- 1961년 7월 22일: 경제기획원을 설치. 재무부 예산국과 내무부 통계국을 경제기획원으로 이관.[16]
- 1961년 9월 4일: 내각기획통제관실 설치.[17]
- 1963년 12월 17일: 경제기획원 조사통계국을 외국으로 분리. 내각기획통제관실을 기획조정실로 개편.[18]
- 1966년 2월 28일: 내국세의 부과·감면 및 징수에 관한 사무와 국유재산 및 귀속재산의 관리에 관한 사무를 국세청에 이관하여 분리.[19]
- 1967년 3월 30일: 경제기획원 기술관리국을 과학기술처로 분리.[20]
- 1970년 8월 3일: 관세의 부과·감면·징수와 수출입물품의 통관 및 밀수단속에 관한 사무를 관세청에 이관하여 분리.
- 1981년 12월 31일: 경제기획원의 대외경제협력에 관한 사무를 재무부로 이관. 기획조정실을 폐지하고 소관 사무를 경제기획원에 이관.[21]
- 1987년 4월 1일: 전매청을 폐지하고 소관사무를 이관받음.[22]
- 1990년 4월 1일: 독점규제 및 공정거래에 관한 사무를 공정거래위원회에 이관.[23]
- 1990년 12월 27일: 경제기획원 조사통계국을 통계청으로 이관하여 분리.[24]
- 1994년 12월 23일: 경제기획원과 재무부를 통합하여 재정경제원을 설치.[25]
- 1998년 2월 28일: 재정경제부, 기획예산위원회와 재정경제부의 외청인 예산청으로 분리.[26]
- 1999년 5월 24일: 기획예산위원회와 예산청을 통합하여 기획예산처를 설치.[27]
- 2008년 2월 29일: 재정경제부와 기획예산처를 통합하여 기획재정부를 설치. 재정경제부의 소비자보호에 관한 사무는 공정거래위원회로, 기획예산처의 양극화민생대책에 관한 사무는 보건복지가족부로 이관.[28]
- 2013년 3월 23일: 무역협정 국내대책에 관한 사무를 산업통상자원부로 이관.[29]
- 2023년 3월 : 정부세종청사 중앙동으로 이전.

## 역대 로고

2008년부터 2016년까지 사용된 기획재정부 로고

## 조직
| 실·국                 | 정책관·심의관실      | 담당관실·과 |
| 장관 산하 하부조직    | 장관 산하 하부조직   | 장관 산하 하부조직                                                                                             |
| --------------------- | -------------------- | --- |
| 대변인실              | 대변인실             | 홍보담당관실                                                                                                   |
| 감사관실              | 감사관실             | 감사담당관실                                                                                                   |
| 장관비서관실          |                      | |
| 장관정책보좌관실      |                      | |
| 제1차관 산하 하부조직 |                      | |
| 차관보                |                      | |
| 국제경제관리관실      |                      | |
|                       |                      | 인사과ㆍ운영지원과                                                                                             |
| 세제실                | 조세총괄정책관실     | 조세정책과ㆍ조세특례제도과ㆍ조세분석과                                                                         |
| 세제실                | 소득법인세정책관실   | 소득세제과ㆍ법인세제과ㆍ금융세제과                                                                             |
| 세제실                | 재산소비세정책관실   | 재산세제과ㆍ부가가치세제과ㆍ환경에너지세제과                                                                   |
| 세제실                | 국제조세정책관실     | 국제조세제도과ㆍ신국제조세규범과                                                                               |
| 세제실                | 관세정책관실         | 관세제도과ㆍ산업관세과ㆍ관세협력과ㆍ자유무역협정관세이행과                                                     |
| 경제정책국            | 민생경제정책관실     | 종합정책과ㆍ경제분석과ㆍ자금시장과ㆍ물가정책과ㆍ정책기획과ㆍ거시정책과                                         |
| 정책조정국            | 정책조정기획관실     | 정책조정총괄과ㆍ산업경제과ㆍ신성장정책과ㆍ서비스경제과ㆍ지역경제정책과ㆍ기업환경과                             |
| 경제구조개혁국        | 경제구조개혁국       | 경제구조개혁총괄과ㆍ인력정책과ㆍ노동시장경제과ㆍ복지경제과ㆍ연금보건경제과ㆍ청년정책과                         |
| 미래전략국            | 미래전략국           | 미래전략과ㆍ인구경제과ㆍ지속가능경제과ㆍ기후대응전략과                                                         |
| 국제금융국            | 국제금융심의관실     | 국제금융과ㆍ외화자금과ㆍ외환제도과ㆍ금융협력과ㆍ다자금융과                                                     |
| 대외경제국            | 대외경제국           | 대외경제총괄과ㆍ국제경제과ㆍ통상정책과ㆍ통상조정과ㆍ경제협력기획과ㆍ남북경제과                                 |
| 개발금융국            | 개발금융국           | 개발금융총괄과ㆍ국제기구과ㆍ개발전략과ㆍ개발사업과ㆍ녹색기후기획과                                             |
| 제2차관 산하 하부조직 |                      | |
| 재정관리관실          |                      | |
| 기획조정실            | 정책기획관실         | 기획재정담당관실ㆍ혁신정책담당관실ㆍ규제개혁법무담당관실ㆍ정보화담당관실                                       |
| 기획조정실            | 비상안전기획관실     | |
| 예산실                | 예산총괄심의관실     | 예산총괄과ㆍ예산정책과ㆍ예산기준과ㆍ기금운용계획과ㆍ예산관리과                                                 |
| 예산실                | 사회예산심의관실     | 고용예산과ㆍ교육예산과ㆍ문화예산과ㆍ기후환경예산과ㆍ총사업비관리과                                             |
| 예산실                | 경제예산심의관실     | 국토교통예산과ㆍ산업중소벤처예산과ㆍ농림해양예산과ㆍ연구개발예산과ㆍ정보통신예산과                             |
| 예산실                | 복지안전예산심의관실 | 복지예산과ㆍ연금보건예산과ㆍ지역예산과ㆍ안전예산과                                                             |
| 예산실                | 행정국방예산심의관실 | 법사예산과ㆍ행정예산과ㆍ국방예산과ㆍ방위사업예산과                                                             |
| 국고국                | 국유재산심의관실     | 국고과ㆍ국유재산정책과ㆍ계약정책과ㆍ국채과ㆍ국유재산조정과ㆍ출자관리과ㆍ공공조달정책과ㆍ국유재산협력과         |
| 재정정책국            | 재정건전성심의관실   | 재정정책총괄과ㆍ재정건전성과ㆍ재정분석과ㆍ재정제도과ㆍ재정정책협력과ㆍ재정정보과                               |
| 재정관리국            | 재정성과심의관실     | 재정관리총괄과ㆍ재정성과평가과ㆍ타당성심사과ㆍ민간투자정책과ㆍ회계결산과                                       |
| 공공정책국            | 공공혁신심의관실     | 공공정책총괄과ㆍ공공제도기획과ㆍ재무경영과ㆍ평가분석과ㆍ인재경영과ㆍ경영관리과ㆍ공공윤리정책과ㆍ공공혁신기획과 |

## 소속 기관
- 복권위원회 사무처

## 소속 위원회

### 행정위원회
| 위원회명   | 주관부처   | 설치근거                | 비고 |
| ---------- | ---------- | ----------------------- | ---- |
| 복권위원회 | 기획재정부 | 복권및복권기금법 제13조 |      |

### 자문위원회
| 위원회명                       | 주관부처   | 설치근거                                     | 비고 |
| ------------------------------ | ---------- | -------------------------------------------- | ---- |
| 공공기관운영위원회             | 기획재정부 | 공공기관운영법 제8조                         |      |
| 공공자금관리기금운용위원회     | 기획재정부 | 공공자금관리기금법 제10조                    |      |
| 과징금부과심의위원회           | 기획재정부 | 국가계약법 제27조의3                         |      |
| 국가계약분쟁조정위원회         | 기획재정부 | 국가를 당사자로 하는 계약에 관한 법률 제29조 |      |
| 국가통계위원회                 | 통계청     | 통계법 제5조의2                              |      |
| 국가회계제도심의위원회         | 기획재정부 | 국가회계법 제8조                             |      |
| 국세예규심사위원회             | 기획재정부 | 국세기본법 제18조의2                         |      |
| 국유재산정책심의위원회         | 기획재정부 | 국유재산법 제26조                            |      |
| 국제거래가격과제조정심의위원회 | 기획재정부 | 국제조세조정에 관한 법률 시행령 제17조의3    |      |
| 대외경제협력기금운용위원회     | 기획재정부 | 대외경제협력기금법 제10조                    |      |
| 민간투자사업분쟁조정위원회     | 기획재정부 | 사회기반시설에대한민간투자법 제44조의2       |      |
| 민간투자사업심의위원회         | 기획재정부 | 사회기반시설에대한민간투자법 제5조           |      |
| 배출권할당위원회               | 기획재정부 | 온실가스배출권의할당 및 거래에관한법률 제6조 |      |
| 부담금운용심의위원회           | 기획재정부 | 부담금관리기본법 제9조                       |      |
| 부동산가격안정심의위원회       | 기획재정부 | 소득세법 제104조의2                          |      |
| 세무사징계위원회               | 기획재정부 | 세무사법 제17조                              |      |
| 예산성과금심사위원회           | 기획재정부 | 예산성과금 규정 제5조                        |      |
| 재정정책자문회의               | 기획재정부 | 국가재정법 제10조                            |      |
| 중장기전략위원회               | 기획재정부 | 중장기전략위원회규정 제1조                   |      |
| 협동조합정책심의위원회         | 기획재정부 | 협동조합기본법시행령 제4조                   |      |

## 정원
기획재정부에 두는 공무원의 정원은 다음과 같다.
| 총계      | 총계                        | 1,084명 |
| --------- | --------------------------- | ------- |
| 정무직 계 | 정무직 계                   | 3명     |
|           | 장관                        | 1명     |
|           | 차관                        | 2명     |
|           |                             |         |
| 별정직 계 | 별정직 계                   | 8명     |
|           | 고위공무원단                | 1명     |
|           | 3급 상당 이하 5급 상당 이상 | 2명     |
|           | 6급 상당 이하               | 5명     |
|           |                             |         |
| 일반직 계 | 일반직 계                   | 1,073명 |
|           | 고위공무원단                | 39명    |
|           | 3급 이하 5급 이상           | 693명   |
|           | 6급 이하                    | 338명   |
|           | 전문경력관                  | 3명     |

## 재정
총수입·총지출 기준 2023년 재정 규모는 다음과 같다.
| 구분                 | 세입예산                 | 작년 대비 증감 |
| -------------------- | ------------------------ | -------------- |
| 일반회계             | 392조 6,669억 1,670만 원 | +16.2%         |
| 국가균형발전특별회계 | 3조 2,151억 원           | -13.96%        |
| 공공자금관리기금     | 5,421억 4,300만 원       | -21.01%        |
| 대외경제협력기금     | 2,739억 2,500만 원       | +3.09%         |
| 복권기금             | 6조 8,273억 5,700만 원   | +5.07%         |
| 국유재산관리기금     | 1조 9,341억 6,100만 원   | +43.79%        |
| 기후대응기금         | 4,008억 9,600만 원       | -45.13%        |
|                      |                          |                |
| 합계                 | 405조 8,604억 9,870만 원 | +15.57%        |

| 구분             | 구분                     | 구분                     | 세출예산                | 작년 대비 증감 |
| ---------------- | ------------------------ | ------------------------ | ----------------------- | -------------- |
| 일반회계         | 일반회계                 | 일반회계                 | 5조 1,698억 9,400만 원  | +14.79%        |
|                  | 재정·금융                | 재정·금융                | 5,598억 9,400만 원      | -4.89%         |
|                  | 물류등기타               | 물류등기타               | 100억 원                | -33.33%        |
|                  | 예비비                   | 예비비                   | 4조 6,000억 원          | +17.95%        |
| 공공자금관리기금 | 공공자금관리기금         | 공공자금관리기금         | 19조 2,267억 8,300만 원 | +22.56%        |
|                  | 지방행정·재정지원        | 지방행정·재정지원        | 100억 원                | +0%            |
|                  | 재정·금융                | 재정·금융                | 19조 2,156억 6,300만 원 | +22.58%        |
|                  | 취약계층지원             | 취약계층지원             | 5억 6,000만 원          | -20%           |
|                  | 아동·보육                | 아동·보육                | 5억 6,000만 원          | -20%           |
| 대외경제협력기금 | 대외경제협력기금         | 외교·통상                | 1조 5,584억 7,200만 원  | +12.57%        |
| 복권기금         | 복권기금                 | 복권기금                 | 4조 9,331억 8,800만 원  | +5.95%         |
|                  | 지방행정·재정지원        | 지방행정·재정지원        | 3,530억 6,100 원        | +10.13%        |
|                  | 재정·금융                | 재정·금융                | 4조 148억 6,400만 원    | +5.69%         |
|                  | 취약계층지원             | 취약계층지원             | 3,868억 1,800만 원      | +3.85%         |
|                  | 보훈                     | 보훈                     | 586억 6,400만 원        | +6.17%         |
|                  | 사회복지일반             | 사회복지일반             | 472억 500만 원          | +17.77%        |
|                  | 임업·산촌                | 임업·산촌                | 725억 7,600만 원        | +5.1%          |
| 국유재산관리기금 | 국유재산관리기금         | 국유재산관리기금         | 1조 243억 5,700만 원    | -1.23%         |
|                  | 입법 및 선거관리         | 입법 및 선거관리         | 164억 200만 원          | +54.59%        |
|                  | 재정·금융                | 재정·금융                | 2,576억 7,800만 원      | -0.51%         |
|                  | 일반행정                 | 일반행정                 | 575억 900만 원          | -18.67%        |
|                  | 법원 및 헌재             | 법원 및 헌재             | 999억 원                | +3.03%         |
|                  | 법무 및 검찰             | 법무 및 검찰             | 1,744억 7,200만 원      | -3.77%         |
|                  | 경찰                     | 경찰                     | 2,865억 5,600만 원      | -2.47%         |
|                  | 해경                     | 해경                     | 471억 1,400만 원        | +1.47%         |
|                  | 재난관리                 | 재난관리                 | 66억 9,000만 원         | +119.92%       |
|                  | 외교·통상                | 외교·통상                | 228억 9,300만 원        | -19.18%        |
|                  | 병무행정                 | 병무행정                 | 45억 4,400만 원         | +85.47%        |
|                  | 보훈                     | 보훈                     | 2억 3,700만 원          | -42.34%        |
|                  | 고용노동일반             | 고용노동일반             | 125억 1,800만 원        | -6.33%         |
|                  | 보건의료                 | 보건의료                 | 34억 9,500만 원         | +63.24%        |
|                  | 식품의약안전             | 식품의약안전             | 21억 6,500만 원         | +998.98%       |
|                  | 농업·농촌                | 농업·농촌                | 78억 5,200만 원         | +21.32%        |
|                  | 임업·산촌                | 임업·산촌                | 106억 3,000만 원        | -21.59%        |
|                  | 물류등기타               | 물류등기타               | 7억 7,900만 원          | -82.87%        |
|                  | 과학기술일반             | 과학기술일반             | 129억 2,300만 원        | +238.56%       |
| 기후대응기금     | 기후대응기금             | 기후대응기금             | 2조 4,571억 1,600만 원  | +4.28%         |
|                  | 재정·금융                | 재정·금융                | 525억 원                | -59.62%        |
|                  | 일반행정                 | 일반행정                 | 273억 2,100만 원        | -0.96%         |
|                  | 법무 및 검찰             | 법무 및 검찰             | 67억 5,400만 원         | -23.66%        |
|                  | 재난관리                 | 재난관리                 | 20억 원                 | -27.27%        |
|                  | 환경일반                 | 환경일반                 | 26억 9,800만 원         | +21.53%        |
|                  | 물환경                   | 물환경                   | 19억 2,400만 원         | -0.05%         |
|                  | 자원순환 및 환경경제     | 자원순환 및 환경경제     | 4,248억 7,200만 원      | +33.61%        |
|                  | 기후대기 및 환경안전     | 기후대기 및 환경안전     | 3,258억 5,300만 원      | +30.69%        |
|                  | 자연환경                 | 자연환경                 | 725억 6,400만 원        | +0.49%         |
|                  | 고용                     | 고용                     | 304억 1,000만 원        | -1.78%         |
|                  | 농업·농촌                | 농업·농촌                | 48억 6,800만 원         | +0%            |
|                  | 임업·산촌                | 임업·산촌                | 2275억 9,800만 원       | -20.69%        |
|                  | 수산·어촌                | 수산·어촌                | 85억 8,400만 원         | -15.5%         |
|                  | 에너지 및 자원개발       | 에너지 및 자원개발       | 3,222억 3,600만 원      | +18.34%        |
|                  | 산업혁신지원             | 산업혁신지원             | 3,609억 6,500만 원      | +13.11%        |
|                  | 창업 및 벤처             | 창업 및 벤처             | 452억 300만 원          | +15.31%        |
|                  | 중소기업 및 소상공인육성 | 중소기업 및 소상공인육성 | 1,401억 700만 원        | -0.27%         |
|                  | 철도                     | 철도                     | 72억 300만 원           | +0%            |
|                  | 해운·항만                | 해운·항만                | 28억 8,900만 원         | -3.86%         |
|                  | 물류 등 기타             | 물류 등 기타             | 770억 2,800만 원        | +4.06%         |
|                  | 정보통신                 | 정보통신                 | 101억 원                | +68.33%        |
|                  | 지역 및 도시             | 지역 및 도시             | 1,923억 5,900만 원      | -15.09%        |
|                  | 과학기술연구개발         | 과학기술연구개발         | 1,110억 8,000만 원      | -9.29%         |
|                  |                          |                          |                         |                |
| 합계             | 합계                     | 합계                     | 34조 3,698억 1,000만 원 | +16.02%        |

## 같이 보기
- 외청
  - 국세청
  - 관세청
  - 조달청
  - 통계청
- 기획재정부 장관
- 기획재정부 차관
- 기획재정부 차관보
- 산업통상자원부
- 금융위원회
- 금융감독원
- 한국은행
- 모피아

### 내용주
1. ↑  2명을 두며 1명은 고위공무원단 나등급에 속하는 별정직공무원으로, 나머지 1명은 3급 또는 4급 상당 별정직공무원으로 보한다.
2. 1 2  2024년 2월 29일까지 존속하는 한시조직.
3. ↑  2025년 4월 30일까지 존속하는 한시조직.
4. 1 2  2024년 9월 30일까지 존속하는 한시조직.
5. ↑  한시정원 7명 포함.
6. ↑  한시정원 2명 포함.

### 참조주
1. 1 2  「기획재정부와 그 소속기관 직제」 별표 1·별표 3의2·별표 4
2. 1 2  기획재정부. “열린재정 > 재정연구분석 > 재정분석통계 > 예산편성현황(총수입)”. 《열린재정》. 2022년 12월 31일에 확인함.
3. 1 2  기획재정부. “열린재정 > 재정연구분석 > 재정분석통계 > 세목 예산편성현황(총지출)”. 《열린재정》. 2022년 12월 31일에 확인함.
4. ↑  “"經濟政策企劃·執行機關"宋首班,經濟企劃院新設에談話”. 《동아일보》. 1961년 7월 23일. 2019년 3월 23일에 확인함.
5. ↑  박흥신 (1994년 12월 6일). “財經院「한지붕 두가족」결합관심”. 《경향신문》. 2019년 3월 23일에 확인함.
6. ↑  김봉국 (1994년 12월 7일). “예산 세제 금융 경제 3권장악"슈퍼부처"”. 《매일경제》. 2019년 3월 23일에 확인함.
7. ↑  김용성 (1994년 12월 18일). “'한은·예산실'문제 연말정국 '핵'”. 《한겨레》. 2019년 3월 23일에 확인함.
8. ↑  조석준 (1994년 12월 4일). “「시스템운영」개혁 뒤따라야”. 《경향신문》. 2019년 3월 23일에 확인함.
9. ↑  김영진; 김명수 (1998년 2월 17일). “예산기능 이원화 정책혼선 우려”. 《매일경제》. 2019년 3월 23일에 확인함.
10. ↑  이주명 (1998년 2월 20일). “재경부 '공룡 재경원' 닮은꼴”. 《한겨레》. 2019년 3월 23일에 확인함.
11. ↑  김창회 (1999년 3월 23일). “<초점> 경제정책조정기능 어떻게 바뀌나”. 《연합뉴스》 (서울). 2019년 3월 23일에 확인함.
12. ↑  진병태 (1999년 5월 3일). “기획예산처 역할 어떻게되나”. 《연합뉴스》 (서울). 2019년 3월 23일에 확인함.
13. ↑  김준억 (2008년 1월 16일). “기획처·재경부 통합 기획재정부 신설”. 《연합뉴스》 (서울). 2019년 3월 23일에 확인함.
14. ↑  주종국; 이율 (2008년 1월 16일). “<조직개편> 경제정책 수립·집행 빨라진다”. 《연합뉴스》 (서울). 2019년 3월 23일에 확인함.
15. ↑  법률 제1호
16. ↑  법률 제660호
17. ↑  각령 제123호
18. ↑  법률 제1506호
19. ↑  법률 제1750호
20. ↑  법률 제1947호
21. ↑  법률 제3518호
22. ↑  법률 제3854호
23. ↑  법률 제4198호
24. ↑  법률 제4268호
25. ↑  법률 제4831호
26. ↑  법률 제5529호
27. ↑  법률 제5982호
28. ↑  법률 제8852호
29. ↑  법률 제11690호